# Крумово (Кюстендилская область)
Крумово (болг. Крумово) — село в Болгарии. Находится в Кюстендилской области, входит в общину Кочериново. Принадлежит к региону Пиринская Македония. Население составляет 103 человека.

## Политическая ситуация
Кмет (мэр) общины Кочериново — Костадин Петров Катин (коалиция в составе 3 партий: Земледельческий народный союз (ЗНС), Союз демократических сил (СДС), Движение за права и свободы (ДПС)) по результатам выборов в правление общины.

## История
До 1919 года село носило турецкое имя Текия. Этническое же самосознание жителей было болгарским и македонским. Село освобождено болгарской армией в ходе Балканской войны 1912 года и присоединено к Болгарии. В 1919 году село было переименовано в Крумово - в честь древнего болгарского хана Крума. 
После Второй мировой войны на протяжении 12 лет в церковном здании на окраине села укрывался от коммунистических властей македонский национал-революционер Никола Коларов. В 1956 году госбезопасность выследила Коларова. Он был брошен в Старозагорскую тюрьму, затем два года провёл в концлагере Белене.